# KCTD1
KCTD1 (англ. Potassium channel tetramerization domain containing 1) – білок, який кодується однойменним геном, розташованим у людей на довгому плечі 18-ї хромосоми. Довжина поліпептидного ланцюга білка становить 257 амінокислот, а молекулярна маса — 29 405.
| 10         |  | 20         |  | 30         |  | 40         |  | 50         |
| ---------- |  | ---------- |  | ---------- |  | ---------- |  | ---------- |
| MSRPLITRSP |  | ASPLNNQGIP |  | TPAQLTKSNA |  | PVHIDVGGHM |  | YTSSLATLTK |
| YPESRIGRLF |  | DGTEPIVLDS |  | LKQHYFIDRD |  | GQMFRYILNF |  | LRTSKLLIPD |
| DFKDYTLLYE |  | EAKYFQLQPM |  | LLEMERWKQD |  | RETGRFSRPC |  | ECLVVRVAPD |
| LGERITLSGD |  | KSLIEEVFPE |  | IGDVMCNSVN |  | AGWNHDSTHV |  | IRFPLNGYCH |
| LNSVQVLERL |  | QQRGFEIVGS |  | CGGGVDSSQF |  | SEYVLRRELR |  | RTPRVPSVIR |
| IKQEPLD    |  |            |  |            |  |            |  |            |

A: Аланін

C: Цистеїн

D: Аспарагінова кислота

E: Глутамінова кислота

F: Фенілаланін

G: Гліцин

H: Гістидин

I: Ізолейцин

K: Лізин

L: Лейцин

M: Метіонін

N: Аспарагін

P: Пролін

Q: Глутамін

R: Аргінін

S: Серин

T: Треонін

V: Валін

W: Триптофан

Кодований геном білок за функціями належить до репресорів, фосфопротеїнів. 
Задіяний у таких біологічних процесах, як транскрипція, регуляція транскрипції. 
Локалізований у ядрі.